# Abrochia eumenoides
Abrochia eumenoides là một loài bướm đêm thuộc phân họ Arctiinae, họ Erebidae.